# マイケル・マグリービー
マイケル・スティーブン・マグリービー（Michael Steven McGreevy, 2000年7月8日 - ）は、アメリカ合衆国カリフォルニア州オレンジ郡サン・クレメンテ出身のプロ野球選手（投手）。右投左打。MLBのセントルイス・カージナルス所属。

## 経歴
2021年のMLBドラフト（全体18位）でセントルイス・カージナルスから指名され、プロ入り。契約金は275万ドル。契約後、傘下のルーキー級フロリダ・コンプレックスリーグ・カージナルスでプロデビューし、2試合登板後にA級パームビーチ・カージナルスへ昇格した。
2022年はA+級ピオリア・チーフスとAA級スプリングフィールド・カージナルスでプレーし、2チーム合計で28試合に先発登板して9勝5敗、防御率3.99、117奪三振を記録した。
2023年はAA級スプリングフィールドとAAA級メンフィス・レッドバーズでプレーし、2チーム合計で27試合に先発登板して13勝6敗、防御率4.12、123奪三振を記録した。
2024年はAAA級メンフィスで開幕を迎え、20試合に先発登板して150イニングの投球で5勝7敗、防御率4.45、138奪三振を記録した。7月31日にメジャー契約を結んでアクティブ・ロースター入りし、同日のテキサス・レンジャーズ戦でメジャーデビューを果たし、自責点1、3奪三振を記録した。メジャーでは4試合（先発3試合）に登板して23イニングの投球で3勝0敗、防御率1.96、18奪三振を記録した。

## 詳細情報

### 年度別投手成績
| 年 度    | 球 団    | 登 板 | 先 発 | 完 投 | 完 封 | 無 四 球 | 勝 利 | 敗 戦 | セ 丨 ブ | ホ 丨 ル ド | 勝 率 | 打 者 | 投 球 回 | 被 安 打 | 被 本 塁 打 | 与 四 球 | 敬 遠 | 与 死 球 | 奪 三 振 | 暴 投 | ボ 丨 ク | 失 点 | 自 責 点 | 防 御 率 | W H I P |
| -------- | -------- | ----- | ----- | ----- | ----- | -------- | ----- | ----- | -------- | ----------- | ----- | ----- | -------- | -------- | ----------- | -------- | ----- | -------- | -------- | ----- | -------- | ----- | -------- | -------- | ------- |
| 2024     | STL      | 4     | 3     | 0     | 0     | 0        | 3     | 0     | 0        | 0           | 1.000 | 86    | 23.0     | 16       | 1           | 2        | 0     | 1        | 18       | 0     | 0        | 5     | 5        | 1.96     | 0.78    |
| MLB：1年 | MLB：1年 | 4     | 3     | 0     | 0     | 0        | 3     | 0     | 0        | 0           | 1.000 | 86    | 23.0     | 16       | 1           | 2        | 0     | 1        | 18       | 0     | 0        | 5     | 5        | 1.96     | 0.78    |

- 2024年度シーズン終了時

### 年度別守備成績
| 年 度 | 球 団 | 投手（P） | 投手（P） | 投手（P） | 投手（P） | 投手（P） | 投手（P） |
| 年 度 | 球 団 | 試 合     | 刺 殺     | 補 殺     | 失 策     | 併 殺     | 守 備 率  |
| ----- | ----- | --------- | --------- | --------- | --------- | --------- | --------- |
| 2024  | STL   | 4         | 1         | 7         | 0         | 0         | 1.000     |
| MLB   | MLB   | 4         | 1         | 7         | 0         | 0         | 1.000     |

- 2024年度シーズン終了時

### 背番号
- 36（2024年 - ）